# 国道465号
国道465号（こくどう465ごう）は千葉県茂原市から夷隅郡大多喜町を経由して富津市に至る一般国道である。

## 概要

### 路線データ
一般国道の路線を指定する政令に基づく起終点および重要な経過地は次のとおり。
- 起点：茂原市（茂原交差点 = 国道128号・国道409号交点）
- 終点：富津市（新井交差点 = 国道16号交点）
- 重要な経過地：千葉県夷隅郡大原町[注釈 2]、同郡大多喜町、君津市
- 総延長 : 123.3 km（重用延長を含む。）[2][注釈 3]
- 重用延長 : 41.8 km[2][注釈 3]
- 未供用延長 : なし[2][注釈 3]
- 実延長 : 81.5 km[2][注釈 3]
  - 現道 : 69.7 km[2][注釈 3]
  - 旧道 : 3.0 km[2][注釈 3]
  - 新道 : 8.8 km[2][注釈 3]
- 指定区間：国道127号と重複する区間（富津市・浅間山運動公園交差点 - 佐貫交差点）[3]

## 歴史
1992年（平成4年）4月3日政令第104号で、（第5次）一般国道の路線として追加指定を受けたもので、1993年（平成5年）4月1日に施行された路線である。その前身となった既存路線は、主要地方道大多喜大原線、主要地方道大多喜君津線の一部、一般県道三島大多喜線、主要地方道君津丸山線の一部、主要地方道君津天羽線で、これらの道路を引き継いでつなぎ合わせて、一般国道に昇格したことで誕生した。

### 年表
- 1993年（平成5年）4月1日 - 一般国道465号に指定。
- 2015年（平成27年）3月31日 - 君津市黄和田畑地先のバイパス区間（約0.4 km）を供用開始[5]。

## 路線状況

### バイパス
- 深堀バイパス（2016年（平成28年）3月15日開通）（いすみ市新田 - 若山）
- 佐室バイパス（新トンネル供用）（いすみ市佐室）
- 苅谷・新田野バイパス（未開通）（いすみ市新田野 - 苅谷）
- 筒森バイパス（1期区間供用）（夷隅郡大多喜町筒森 - 君津市黄和田畑）
- 釜生バイパス（未開通）（君津市蔵玉 - 滝原）
- 山滝野バイパス（未開通）（君津市広岡 - 山滝野）
  - 君津市広岡地区の隘路回避のため、国道410号現道（久留里街道）の広岡地内から久留里馬来田バイパスの山滝野地内までを結ぶ0.4 kmのバイパス[6]で、途中JR久留里線をまたぐ。2024年7月に本バイパスの区間が国道465号の区域に追加された[7]。
- 藤林バイパス（君津市坂畑 - 高水）
- 内房バイパス（富津市更和「湊小学校下」 - 富津市湊「浅間山運動公園」）

### 重複区間
- 国道128号（茂原市茂原 - いすみ市大原・大原交差点）
- 国道297号（夷隅郡大多喜町船子・船子交差点 - 夷隅郡大多喜町八声・八声交差点）
- 国道410号（君津市大戸見 - 大岩）
- 国道127号（富津市湊・湊交差点 - 富津市佐貫・佐貫交差点）

### 道路施設

#### 橋梁
- 一宮橋（一宮川、長生郡一宮町）
- 江東橋（夷隅川、いすみ市）
- 伊能滝跨線橋（JR東日本外房線、いすみ市））※ 深堀バイパス
- 新田橋（塩田川、いすみ市）
- 苅谷橋（夷隅川、いすみ市）
- 増田橋（夷隅川、いすみ市）
- 蟹取橋（夷隅川、夷隅郡大多喜町）
- 湯倉橋（西畑川、夷隅郡大多喜町）
- 庄司橋（西畑川、夷隅郡大多喜町）
- 奥養老橋（養老川、夷隅郡大多喜町）
- 坂畑橋、亀山大橋、藤林大橋（亀山湖、君津市）※ 藤林バイパス
- 富士見橋（小櫃川、君津市）
- 天湊橋（湊川、富津市）
- 大貫橋（小久保川、富津市）
- 岩瀬橋（岩瀬川、富津市）
- 川名橋（川名川、富津市）

#### トンネル
- 佐室トンネル（いすみ市）

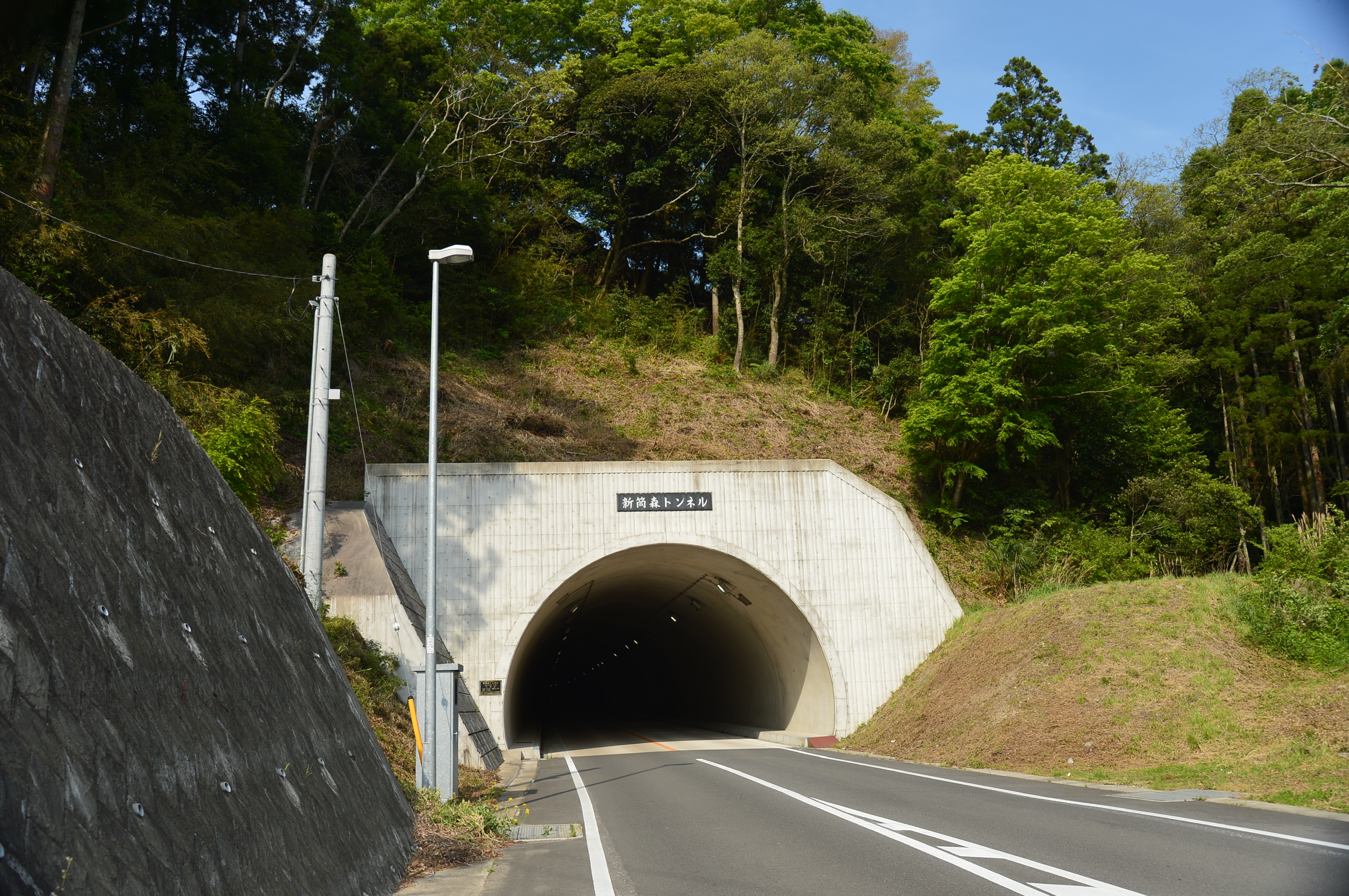
新筒森トンネルの筒森側坑口（国道465号・〈筒森バイパス〉）

- 筒森トンネル（夷隅郡大多喜町）※ 国道465号旧道
- 新筒森トンネル（夷隅郡大多喜町）※ 筒森バイパス
  - 筒森バイパス上にある延長394m、幅員6.0m、高さ4.5mのトンネル。2012年7月完成。
- 蔵玉トンネル（君津市）
- 藤林トンネル（君津市）※ 現道
- 大岩トンネル（君津市）
- 平田トンネル（君津市 - 富津市）
- 九十九トンネル（富津市）

## 地理

### 通過する自治体
- 千葉県
  - 茂原市 - 長生郡長生村 - 長生郡一宮町 - いすみ市 - 夷隅郡大多喜町 - 君津市 - 富津市

### 交差する道路
国道128号重複区間は国道128号参照。
- 国道128号〈外房黒潮ライン〉（いすみ市）
  - 若山交差点：〈深堀バイパス〉
  - 大原交差点：旧道
- 千葉県道176号夷隅御宿線（いすみ市） - 山田交差点
- 千葉県道154号夷隅長者線（いすみ市） - 国府台三差路
- 千葉県道85号茂原夷隅線（いすみ市） - 苅谷T字路
- 〈南総広域農道〉（いすみ市） - 苅谷踏切交差点
- 千葉県道82号天津小湊夷隅線（いすみ市） - 大野入口交差点
- 千葉県道151号夷隅瑞沢線（いすみ市） - 行川交差点
- 国道297号〈大多喜街道〉（夷隅郡大多喜町） - 船子交差点
- 国道297号〈大多喜街道〉（夷隅郡大多喜町） - 八声交差点
- 千葉県道24号千葉鴨川線〈久留里街道〉（君津市）
- 国道410号〈久留里街道〉（君津市） - 信号機なし
- 国道410号（君津市） - 主要地点名なし
- 千葉県道92号君津鴨川線〈房総スカイライン〉（房総スカイライン有料道路・君津市） - 「東粟倉」
- 千葉県道88号富津館山線（富津市） - 関尻交差点
- 千葉県道182号上畑湊線（富津市）
- 千葉県道93号久留里鹿野山湊線（富津市） - 更和交差点
- 千葉県道93号久留里鹿野山湊線（富津市） - 湊小学校下交差点
- 国道127号〈内房なぎさライン〉、（富津市） - 浅間山運動公園交差点
- 千葉県道236号上総湊停車場線（富津市）
- 千葉県道256号新舞子海岸線（富津市） - 「長浜」
- 館山自動車道富津中央IC（富津市）
- 国道127号〈内房なぎさライン〉（富津市） - 佐貫交差点
- 千葉県道163号小櫃佐貫停車場線（富津市) - 佐貫交差点
- 千葉県道256号新舞子海岸線（富津市) - 「佐貫町駅前」
- 千葉県道157号大貫青堀線（富津市）
- 千葉県道255号富津公園線（富津市） - 「川名」
- 国道16号、千葉県道90号木更津富津線（富津市） - 「新井」

### 主な他交通機関との接点・近接点
国道128号重複区間は国道128号参照。
- JR東日本外房線（大原駅）  - （いすみ市）
- いすみ鉄道いすみ線（大原駅 - 上総中野駅） - （いすみ市 - 夷隅郡大多喜町）
- 小湊鉄道・小湊鉄道線（上総中野駅）  - （夷隅郡大多喜町）
- JR東日本久留里線（上総亀山駅 - 上総松丘駅）- （君津市）
- JR東日本内房線（上総湊駅 - 大貫駅）- （富津市）

## ギャラリー

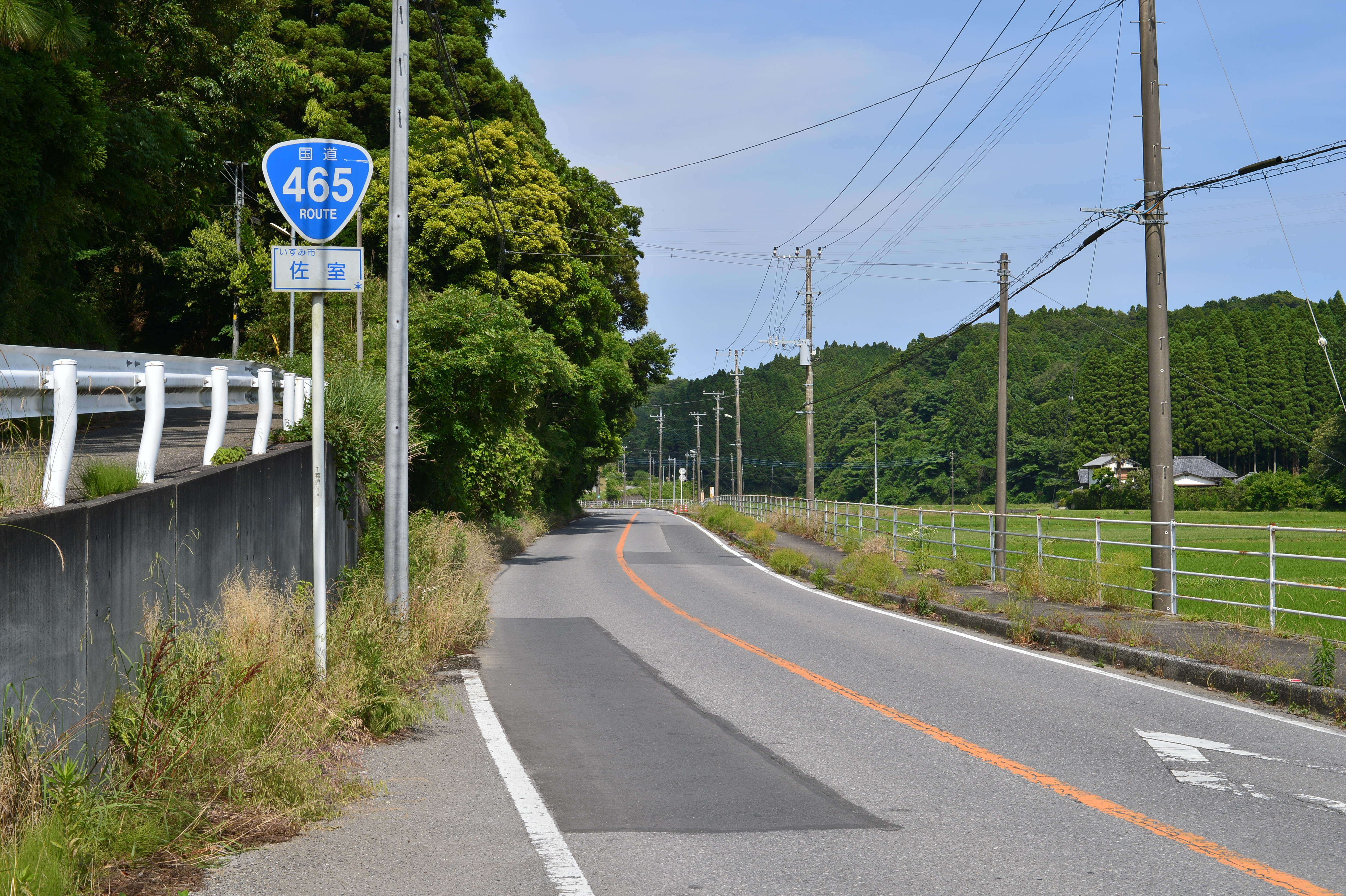
国道465号・いすみ市佐室（2015年6月）
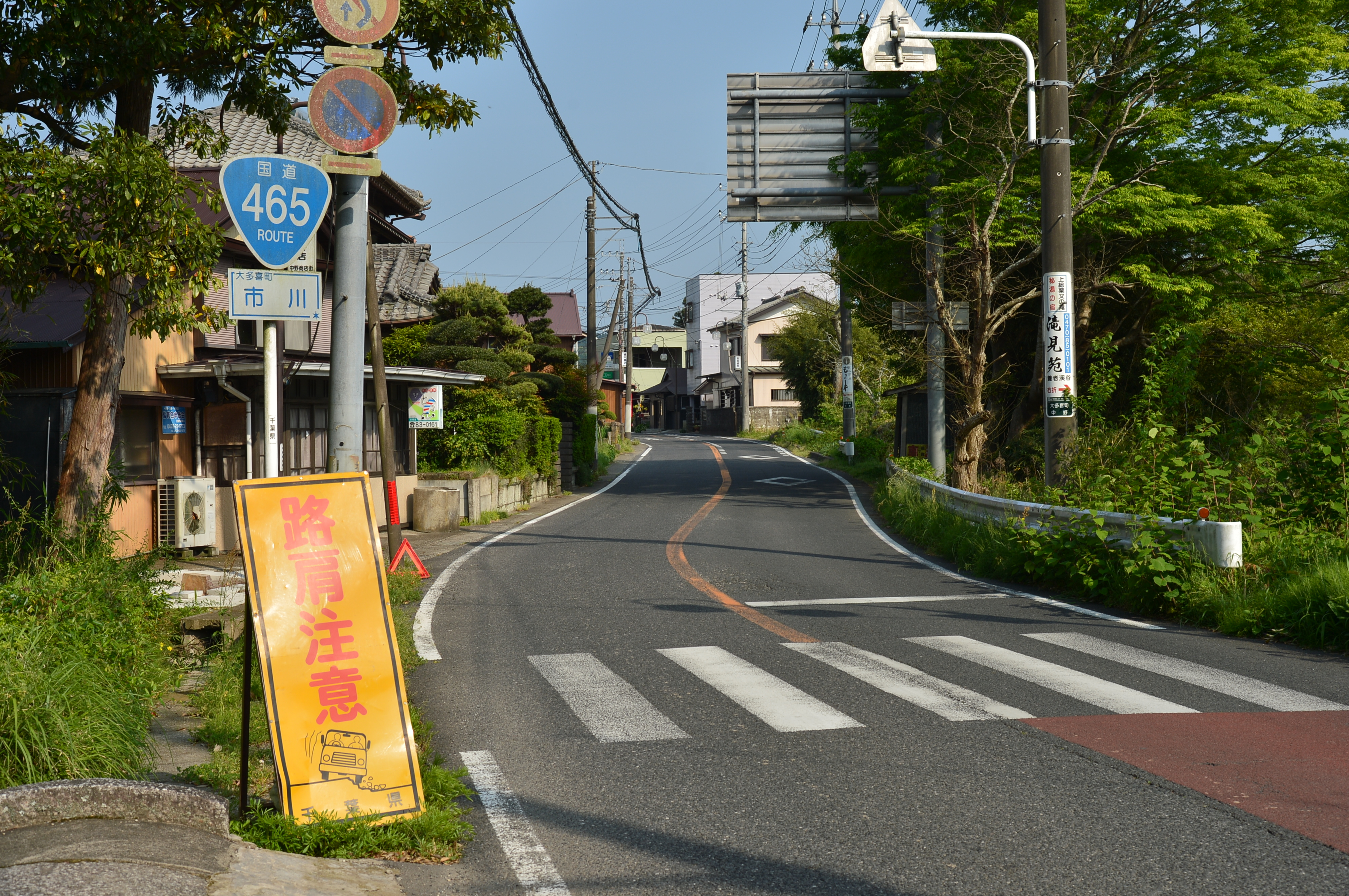
国道465号・大多喜町市川（2016年5月）
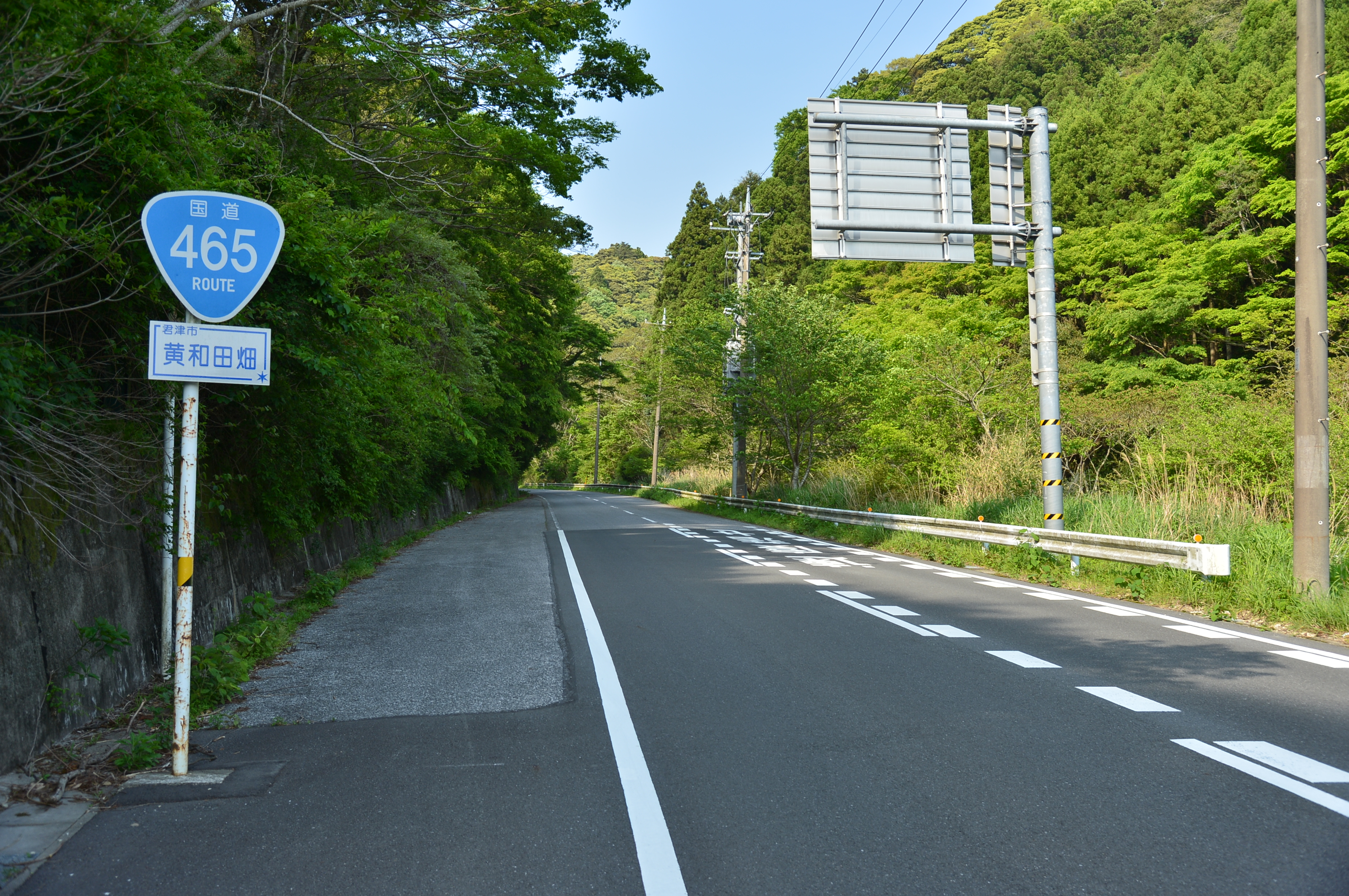
国道465号・君津市黄和田畑（2016年5月）